# Kristoffer Svensson
Johan Fredrik Kristoffer Svensson, även känd som Kringlan Svensson eller K. Svensson, född 21 mars 1981 i Göteborg, är en svensk komiker, programledare och författare.

## Biografi
Svensson är uppvuxen i Borås och har en filosofie magisterexamen i sociologi.
Under studietiden i Lund bodde Svensson på Smålands nation, och deltog bland annat i den lokala TV-kanalen Steve varefter han uppträdde som ståuppkomiker från 2006. Han har även arbetat som manusförfattare till tv-produktioner som Robins, Parlamentet, Grillad, Roast på Berns, Fångarna på fortet, Betnér Direkt, SNN News och var mellan 2008 och 2010 programledare för SR-programmen Pang Prego samt gjorde sommaren 2009 Funky town tillsammans med Josefin Johansson. Under 2011 fick sagda radioprogram en uppföljare i form av podden Crazy Town. Svensson producerade och medverkade våren 2012 i ett eget poddradioprogram på P3, ESS (Ett Starkt Skämt), där han diskuterade skämt och humor med andra komiker. Han har också hörts i P3:s Tankesmedjan.
I januari 2010 var han med och startade humorsajten Rikets sal tillsammans med bland andra Valle Westesson, Jesper Rönndahl, Nanna Johansson, Magnus Talib, Josefin Johansson och Kalle Lind, där han huvudsakligen skrev om konsthistorien. Rikets sal publicerades 2011 också i bokform. Mellan 2010 och 2015 var han programledare i barnprogrammet Gabba Gabba på SVT B. Sommaren 2010 gjordes Kringlans semester, ett barnprogram med några minuter långa avsnitt. Han var även en av programledarna i SVT:s barnprogram Sommarlov 2011, 2012 och 2013. Denna medverkan upphörde dock efter det uppmärksammats att Svensson öppet deklarerat att han betraktar sig som drogliberal.
Mellan 2013 och 2015 medverkade Svensson i podcasten Lilla drevet tillsammans med Nanna Johansson, Liv Strömquist och Ola Söderholm..
År 2014 utgavs romanen "Drottningen av Rottnevik", som Svensson skrivit tillsammans med Nanna Johansson. År 2015 utgav de romanen "Omänniskor", första delen i en fantasytrilogi för ungdomar. 
November 2015 avbröt Aftonbladet ett längre samarbete efter att Svensson på Twitter och i podcasten Alla mina kamrater hotat deras recensent Victor Malm. Detta efter att denne skrivit en, i Svenssons ögon, ofördelaktig recension av "Omänniskor" och kritiserat Svensson som komiker. I podcasten uttalade Svensson dessutom mordhot och grova sexuella hot mot Aftonbladets dåvarande kulturchef Åsa Linderborg. 
Efter dessa kontroverser avbröt förlaget Rabén & Sjögren sitt samarbete med Svensson, och det meddelades att Nanna Johansson själv skulle skriva de återstående delarna i trilogin. 
Även Sveriges Radio avbröt kort därefter samarbetet med Svensson och hans medverkan i satirgruppen Public Service i P1-programmet Godmorgon, världen!. 16 november samma år meddelade Malmö Stadsteater att de hade för avsikt att stryka det material som Svensson bidragit med till årets nyårsrevy, som därmed fick göras om i helt ny form med nya människor som Den nya revyn.
Sedan 16 januari 2016 medverkar Svensson tillsammans med Malmökomikerna Simon Svensson och Jonatan Unge i sportpodden Della Sport, som 2024 ersattes av Della Monde.
Januari 2016 tilldelades Svensson Johnny Bode-priset, för att han under föregående år agerat i Johnny Bodes anda, "på så vis att hon/han trampat i klaveret, skapat en skandal eller på annat underhållande sätt visat fräckhet och/eller ställt till det för sig själv och sin omgivning."

## Privatliv
Svensson är sedan 2015 gift med Anna Björklund och tillsammans har de fyra barn.

### Som Kringlan Svensson
- Kringlan Svensson; Kalle Lind (2012). Blandfärs : en roman. Malmö: Roos & Tegnér. ISBN 9789186691219
- Kringlan Svensson; Kalle Lind (2013). Smutstvätt : en roman. Malmö: Roos & Tegnér. ISBN 9789186691479
- Kringlan Svensson (2014). Den nya arbetsplatsen. Mix Förlag. ISBN 9789187671227
- Kringlan Svensson; Nanna Johansson (2014). Drottningen av Rottnevik. Stockholm: Alfabeta. ISBN 9789150116045

### Som Kristoffer Svensson
- Kristoffer Svensson; Nanna Johansson (2015). Omänniskor. Rabén & Sjögren. ISBN 9789129695311

### Som K. Svensson
- K. Svensson (2019). Harmony Studies (Sinfonia I). Egen utgivning
- K. Svensson (2019). New Adventures (Sinfonia II). Egen utgivning
- K. Svensson (2019). Last Song (Sinfonia III). Egen utgivning
- K. Svensson (2021). Fantasia I. Egen utgivning
- K. Svensson (2021). Fantasia II. Egen utgivning
- K. Svensson (2021). Fantasia III. Egen utgivning